# Kento Miyahara
Kento Miyahara (宮原 健斗 Miyahara Kento?, nacido el 27 de febrero de 1989) es un luchador profesional japonés, que trabaja con All Japan Pro Wrestling (AJPW), donde es seis veces Campeón Peso Pesado de la Triple Corona. Fue entrenado por Kensuke Sasaki y comenzó su carrera en su promoción Kensuke Office en febrero de 2008, antes de unirse a AJPW en enero de 2014. Ganó su primer título, el Campeonato de Parejas de Asia, en agosto de 2014. También ha tenido el Campeonato Mundial en Parejas de AJPW. En febrero de 2016, Miyahara ganó el título máximo de AJPW, el Campeonato Peso Pesado de la Triple Corona, convirtiéndose en el ganador más joven del título en el proceso hasta el 20 de marzo de 2024, cuando Yuma Anzai rompa su récord a los 24 años. Desde entonces, ha ganado el título cinco veces más y está empatado con Toshiaki Kawada por la mayor cantidad de defensas de título con diez. Es conocido por su comportamiento carismático y enérgico en sus combates y segmentos, y en sus últimos años, como el "Mejor de los Mejores", agregó una retórica descarada y antiautoritaria.

## Campeonatos y logros
- All Japan Pro Wrestling

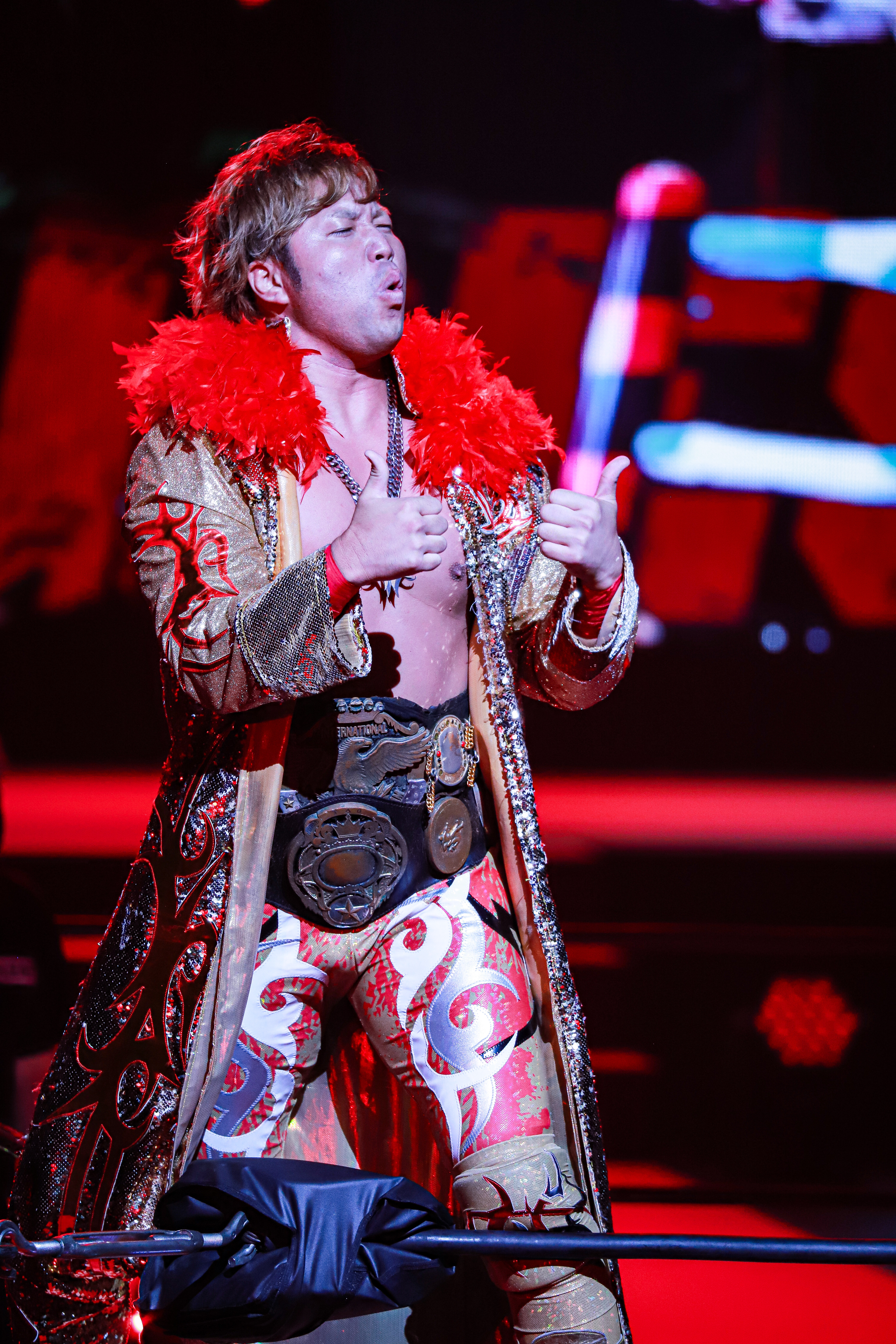
In AJPW, Miyahara is a five-time World Tag Team Champion

  - All Asia Tag Team Championship (1 vez) – con Kotaro Suzuki
  - Triple Crown Heavyweight Championship (6 veces)[1]
  - World Tag Team Championship (5 veces) – con Go Shiozaki (1),[1] Yoshitatsu (1),[3] Yuma Aoyagi (2) y Takuya Nomura (1)
  - World's Strongest Tag Determination League (2015) – con Suwama[1]
  - World's Strongest Tag Determination League (2020, 2021) – con Yuma Aoyagi
  - World's Strongest Tag Determination League (2022) – con Takuya Nomura
  - Nemuro Shokudō Cup 6-Man Tag Tournament (2017) – con Jake Lee and Yuma Aoyagi[4]
  - Triple Crown Heavyweight Championship Tournament (2022)
  - Royal Road Tournament (2018, 2022)
  - Champion Carnival (2019, 2024)
- Kensuke Office
  - Summer Volcano Tag Tournament (2011) – with Antonio Honda[5]

- Pro Wrestling Noah
  - One Night 6-Man Tag Tournament (2012) – con Kensuke Sasaki & Takeshi Morishima[6]
  - Global Tag League Fighting Spirit Award (2012) – with Kensuke Sasaki[7]
  - Global Tag League Outstanding Performance Award (2011) – con Kensuke Sasaki[8]
  - NTV G+ Cup Junior Heavyweight Tag League Outstanding Performance Award (2009) – con Katsuhiko Nakajima[9]
  - NTV G+ Cup Junior Heavyweight Tag League Outstanding Performance Award (2011) – con Satoshi Kajiwara[10]
- Tokyo Sports
  - Outstanding Performance Award (2016, 2019, 2022)[11][12][13]

- Pro Wrestling Illustrated
  - Situado en el N°24 en los PWI 500 en 2019[14] y en 2020[15]